# Xã Franklin, Quận Monroe, Ohio
Xã Franklin (tiếng Anh: Franklin Township) là một xã thuộc quận Monroe, tiểu bang Ohio, Hoa Kỳ. Năm 2010, dân số của xã này là 427 người.